# 다보스 플라츠-필리주어 철도
다보스 플라츠–필리주어 철도(Davos Platz–Filisur railway)는 래티셰 철도에서 운영하는 스위스 미터궤 철도로 1909년부터 온천 마을인 다보스와 필리주어를 알불라 철도로 연결했다. 이 철도는 란트콰르트-다보스 플라츠 철도의 연장 선상에 있다. 이 노선은 역을 제외하고, 일관되게 단일 선로이며, 1919년부터 전철화되었다.

## 노선

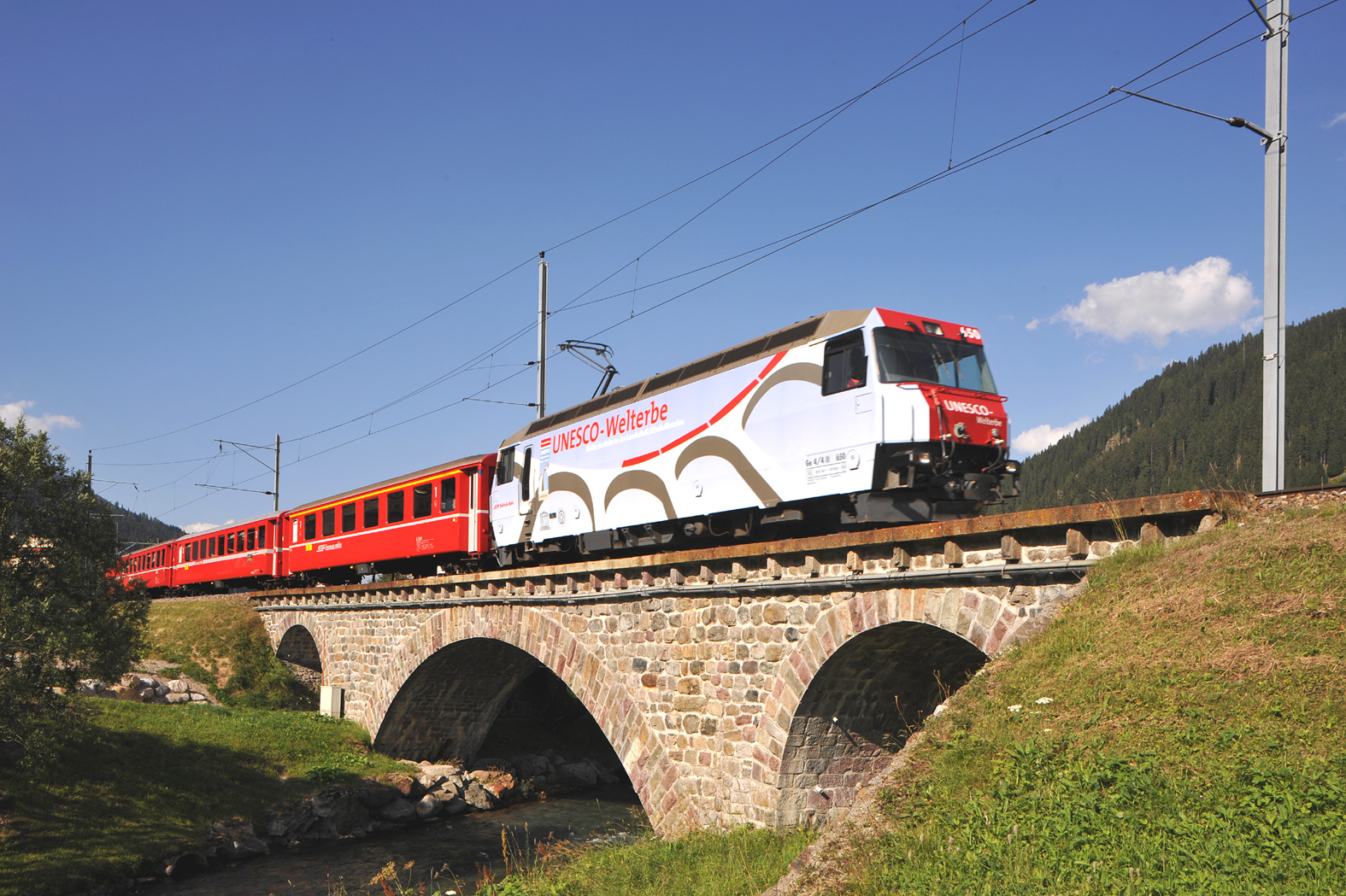
다보스 플라츠 남쪽의 란트바서교

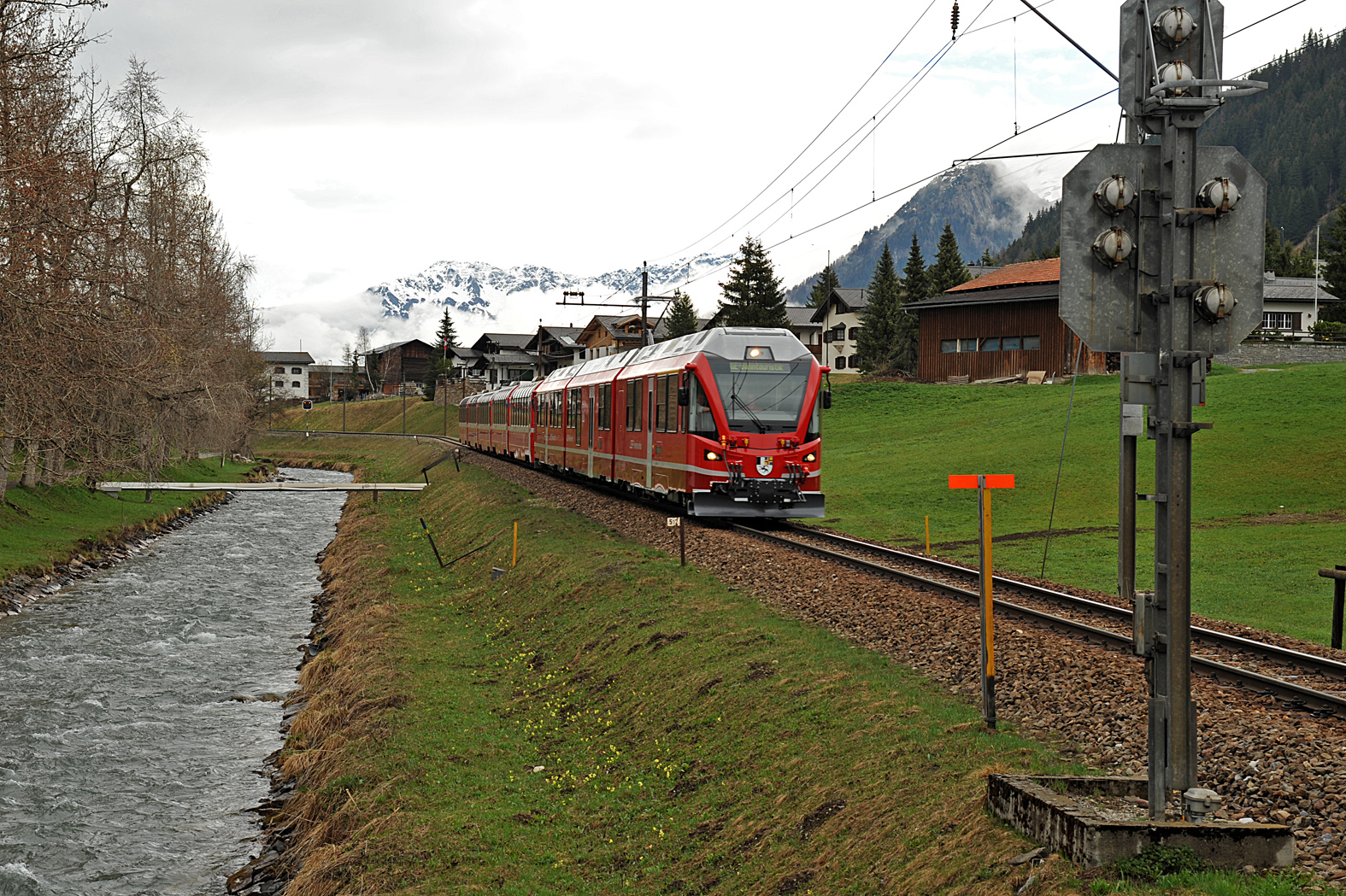
ABe 8-12, 다보스 클라바델스트라세

이 노선은 다보스 플라츠역에서 시작하여 다보스 시골의 남쪽 부분을 먼저 통과한다. 이 노선은 다보스 플라츠 바깥의 다리에서 처음으로 란트바서강을 가로지른다. 잠시 후 열차는 폐기물 처리 시설로 가는 사이딩을 지나고, 조금 후에 이젤렌의 이전 정지 지점을 지나 강 옆의 긴 직선 구간에서 남쪽으로 노선이 이어진다. 사이딩은 프라우엔키르히역 앞의 자갈 작업으로 갈라진 다음 다른 다리에서 강의 서쪽 방향으로 바뀐다.

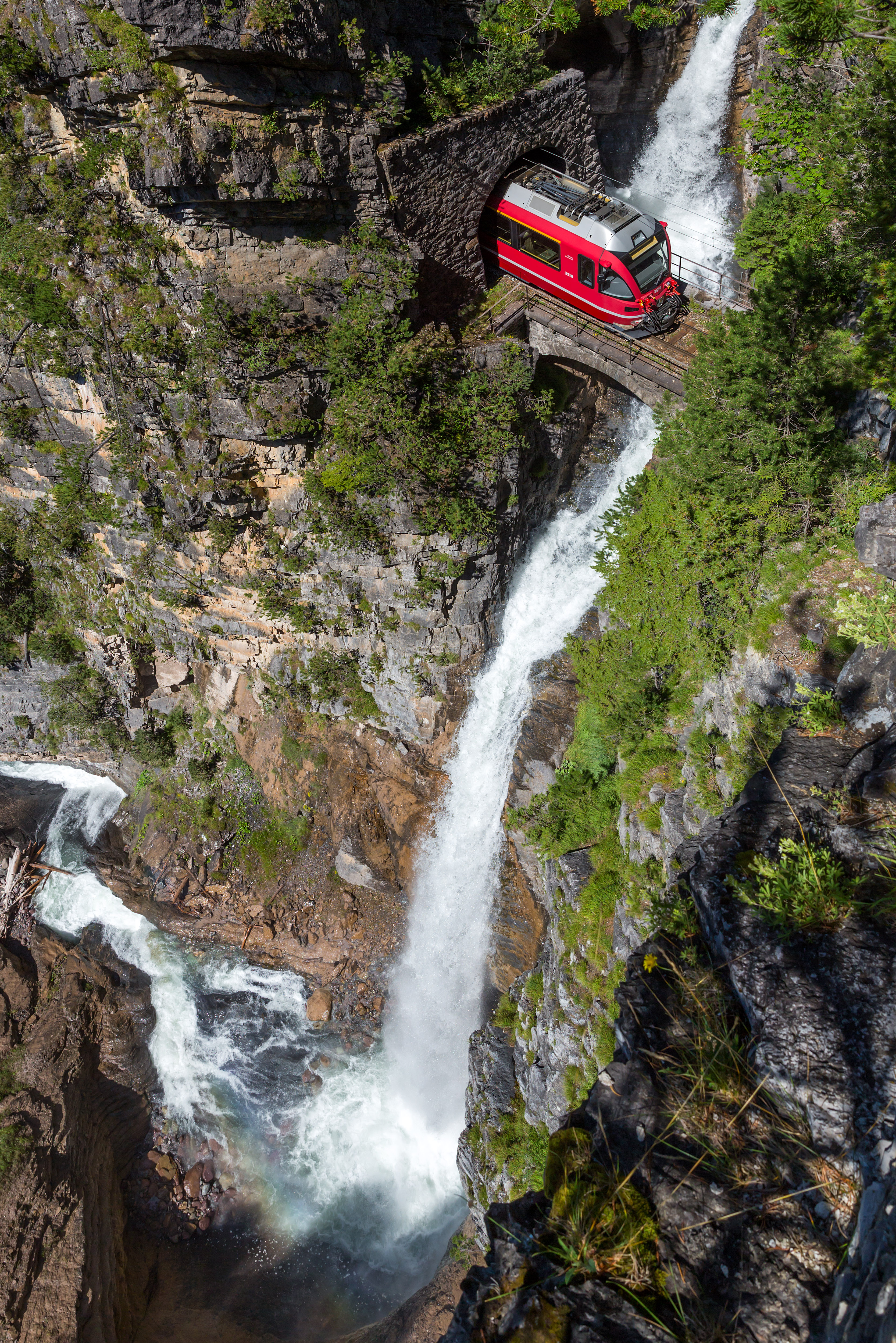
베렌트리트교, 취겐슐루트. 알레그라가 브뤼겐토벨바흐를 건넌다

노선은 글라리스 근처의 다른 다리에서 란트바서강을 다시 건너고, 잠시 후 란트바서스트라세를 건넌다. 글라리스역을 지나면 계곡은 점점 좁아지고 다보스 몬슈타인 직후 야생 취겐슐루트 (협곡)에 도달하고 다양한 터널과 다리를 사용하여 통과한다.
비젠역은 이름을 딴 마을보다 훨씬 아래에 있다. 역 직후에 노선은 길이 210m, 높이 89m인 비젠 고가교(래티셰 철도의 가장 큰 석교)를 지나간다. 그런 다음 이 노선은 나머지 구간을 가로질러 경사면의 깊은 란트바서 협곡보다 훨씬 높은 필리주어역으로 이동한다.
총 길이가 4,200m인 총 14개의 터널과 28개의 다리가 다보스 플라츠와 필리주어 사이를 통과하며, 특히 유명한 비젠 고가교 덕분에 이 노선이 기술적으로 매우 흥미롭다.
비젠 고가교 바로 남쪽에는 선로 가장자리에 힙 회전 디스크(Wendescheibe)가 있지만, 더 이상 철도 운영을 위한 철도 신호로 사용하지는 않는다.
이 노선을 아로자 철도와 연결하기 위해 2008년에 시작된 의회 이니셔티브(계획)는 현재 부족한 재정 자원의 관점에서 그리종주 정부의 우선 순위로 간주되지 않았다.

## 역사

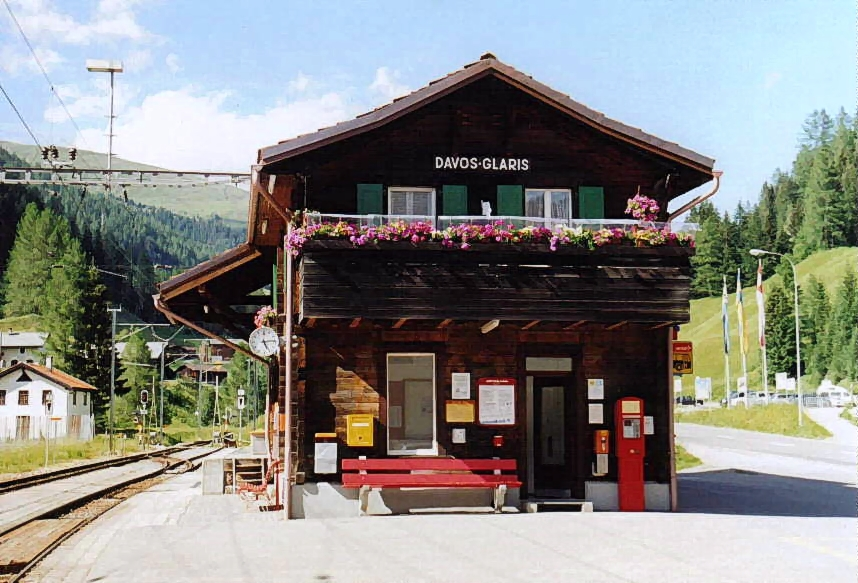
다보스 글라리스역

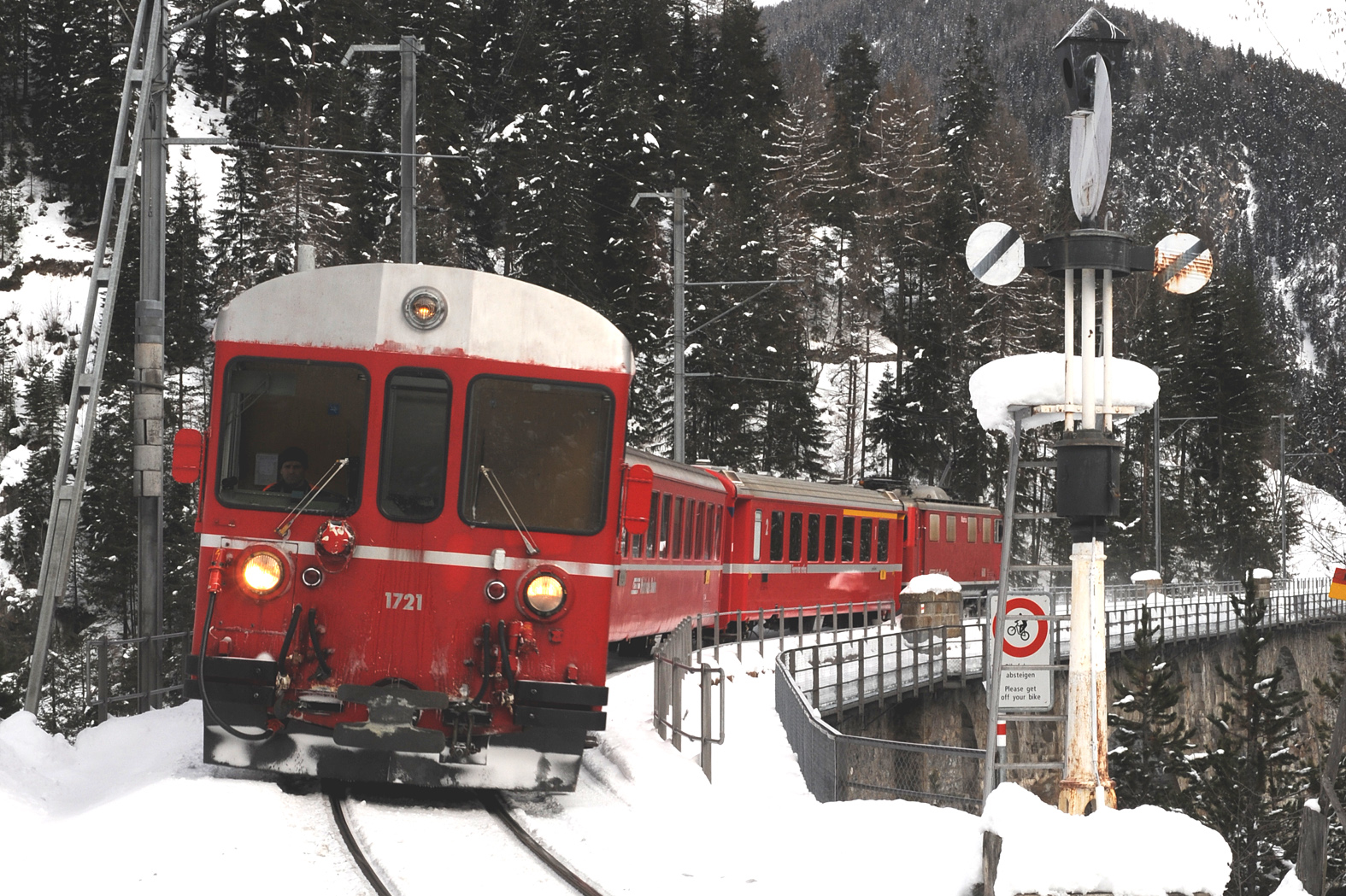
2008년 비젠 고가교에서 힙 회전 신호를 지나는 필리주어로 가는 풀-푸쉬 차량

역 건물의 스타일은 대체로 균일하다. 이들은 각각 2층짜리 짙은 갈색 목조 건물이며 북쪽에 화물 창고가 통합되어 있으며, 트랙과 평행하게 이어지는 지붕 능선은 일반적으로 건물 끝의 박공 너머로 약간 돌출되어 있다. 또한 확장된 지붕 아래 건물의 짧은 면에 있는 서비스 룸 위에 종종 꽃 상자로 장식된 발코니가 특징이다. 반대편에 위치한 화물 경사로는 화물 창고 지역의 측면 확장 지붕으로 날씨로부터 보호를 받는다. 위층의 창문은 녹색 셔터로 둘러싸여 있다.
이 일체형 디자인과 다소 다른 점은 물품 창고가 부착되어 있지 않아 거의 직사각형에 가까운 훨씬 작은 다보스 몬슈타인의 역사 건물이다. 또한 이곳의 박공은 선로를 향하고 있어 선로의 다른 출입구 건물에 비해 90도 회전되어 있다. 그럼에도 불구하고 이 건물도 특징적인 녹색 셔터와 함께 어두운 나무 색상을 가지고 있다.
프라우엔 교회(프라우엔키르히), 몬슈타인(Monstein), 비젠(Wiesen)의 역 건물은 선로의 서쪽에 있지만, 글라리스역 건물은 동쪽에 있다.
모든 중간역은 더 이상 역무원이 상주하지 않지만, 1층의 대기실은 낮 동안 승객이 계속 이용할 수 있다.
더 이상 사용되지 않는 다보스 섬의 정류장에는 다른 곳에서는 사용되지 않는 평평한 지붕이 있는 훨씬 단순한 대피소가 있다.

## 철도 운행

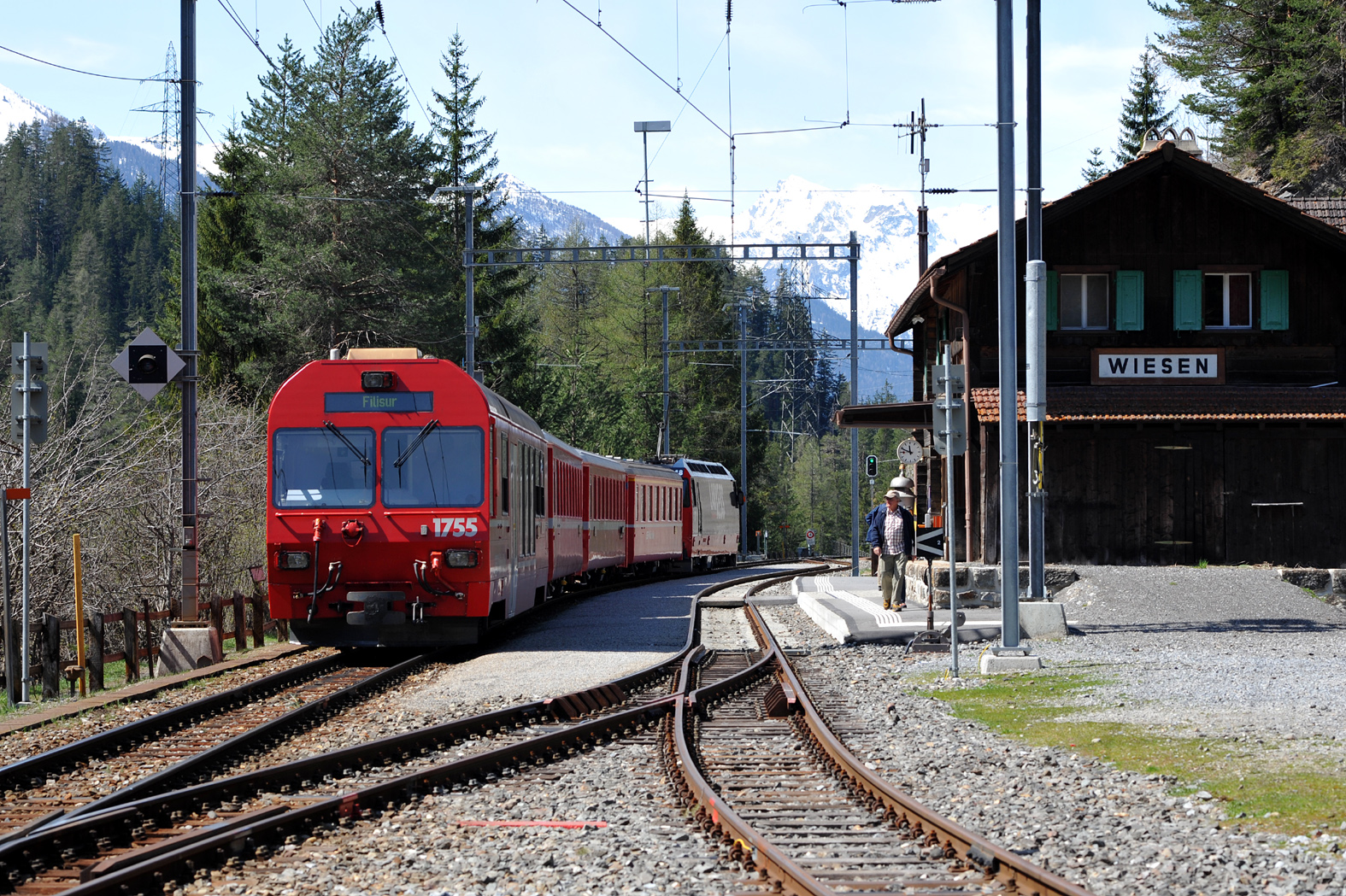
필리주어로 비젠역을 떠나는 레기오 차량

이 노선은 주로 레기오 열차가 정기적으로 운행한다. 시간당 요금은 오전 6시 5분에서 오후 9시 30분 사이에 제공되며, 레기오 차량은 편도 약 25분이 소요된다. 철도 차량 또는 푸시-풀 열차를 사용하면 종점에서 기관차를 운행할 필요가 없고, 필리주어의 짧은 회전 시간으로 인해 일반적으로 레기오 열차가 노선의 중간역에서 교차하지 않는다. 기관차 Ge 4/4 iii 641 ~ 652와 Abe 8/12 3501 ~ 3515급 열차가 사용된다.
이 외에도 RhB는 다보스에서 필리주어, 알불라선, 베르니나 철도를 거쳐 이탈리아 티라노까지 운행하는 계절별 열차를 제공한다. 2019년 시간표에는 오전 10시 09분에 다보스 비젠에서, 오후 6시 39분에 다보스 글라리스에서 레기오 서비스를 교차할 예정인 오전에는 티라노로, 오후에는 티라노에서 베르니나 익스프레스가 포함된다.
또한, 이 노선에 화물 운송이 가끔 있다. 노선을 따라 다보스 이즐렌에 폐기물 처리를 위한 화물 사이딩이 있고, 다보스 프라우엔키르히의 자갈 작업과 공작창에 연결하기 위한 화물 사이딩이 있다.